# Яндарбиев, Зелимхан Абдулмуслимович

Слева направо: Ахмат Кадыров, Зелимхан Яндарбиев, Аслан Масхадов

Зелимха́н Абдулмусли́мович Яндарби́ев (чечен. Йа́ндарбигӀеран Іабду́л-Мусли́ман Зе́лимха; 12 сентября 1952, село Выдриха, Шемонаихинский район, Казахская ССР — 13 февраля 2004, Доха, Катар) — чеченский государственный, политический и военный деятель, один из основоположников и идеологов Чеченской Республики Ичкерия. С 1996 по 1997 год исполнял обязанности президента самопровозглашённой ЧРИ.
Драматург, поэт, автор книги «Чечения — битва за свободу». 
Член Союза писателей СССР (с 1985).
Участвовал в боевых действиях против российских войск. Бригадный генерал (ЧРИ). Обвинялся в террористической деятельности на территории России, с 2001 года находился в международном розыске по линии Интерпола. Был внесён в список террористов ООН. 
Убит 13 февраля 2004 года подрывом автомобиля в Дохе в результате операции российских спецслужб (предположительно, Главным управлением Генерального штаба ВС РФ). Факт принадлежности арестованных и затем осуждённых в Катаре подрывников к российским спецслужбам признал 26 февраля 2004 года в специальном заявлении, обращённом к властям эмирата, и. о. министра иностранных дел РФ Игорь Иванов.

## Биография
Родился в Казахстане (выходец из тейпа Хал-Келой). Позже переехал в Чечено-Ингушскую АССР, в своё родовое селение Старые Атаги. В 17 лет начал работать разнорабочим и каменщиком. В 1972 году был призван на службу в армию. После демобилизации два года работал на буровой помощником бурильщика. Одновременно поступил на заочное отделение филологического факультета Чечено-Ингушского государственного университета, которое окончил в 1981 году по специальности «Чеченский язык и литература».
После окончания университета работал корректором, а затем начальником производственного отдела Чечено-ингушского книжного издательства. Вступил в КПСС.
В 1985—1986 годах занимал должность председателя Комитета пропаганды художественной литературы Союза писателей СССР. В период перестройки занялся общественно-политической деятельностью. С 1989 года работал литературным консультантом в Союзе писателей ЧИАССР, с этого же времени являлся председателем политической организации чеченского общества «Барт» («Согласие»).
Был женат, имел детей: три дочери и два сына. Старший сын погиб под колесами автомобиля в конце 1980-х годов. Младший Дауд получил ранения во время покушения в Катаре.
На момент знакомства с Джохаром Дудаевым возглавлял Вайнахскую демократическую партию.

## Литературная деятельность
Ещё в советские годы начал заниматься литературной деятельностью (стихи, проза, драматургия), продолжил её и после провозглашения ЧРИ, занимая руководящие посты. Являлся главным идеологом Ичкерии.
В период 1981—1983 годах издал первые два сборника стихов «Сажайте, люди, деревца» (1981), «Знаки зодиака» (1983) и повесть «Время расплаты» (1983). В это же время стал членом и руководителем литературного кружка «Пхьармат» («Прометей») в Грозном, где, по его словам, «писал стихи на чеченском  языке, что само по себе уже было явлением антисоветским».
В 1984 году вступил в Союз писателей ЧИАССР, в 1985 году — в Союз писателей СССР. В 1986 году был назначен главным редактором детского журнала «Радуга». В этом же году вышел сборник его стихов «Сыграйте мелодию», а в местном драмтеатре состоялась премьера его пьесы «Не приведи Господь».
В 1987—1989 годах учился в Москве на Высших литературных курсах при Литературном институте имени Горького. В 1990 году был опубликован четвёртый сборник его стихов «Жизнь права».
В 1996 во Львове издана книга его мемуаров «Чечения — битва за свободу». В 1997 году в дагестанском книжном издательстве «Юпитер» вышла пятая книга его стихотворений «Письмена на грани жизни» (чечен. «Зил тӏера йозанаш»).
Другие книги Яндарбиева, изданные в различные годы или неизданные: «В преддверии независимости», «Джихад и проблемы современного мира»  (Габала, 2000), «Чей Халифат?» (Габала, 2001), «Истинный лик терроризма» (2003), поэтические сборники «Баллада о Джихаде» (2003), «Галерея памяти» (2004).

## Политическая деятельность
В мае 1990 года организовал и возглавил Вайнахскую демократическую партию (ВДП), целью которой было «создание независимого демократического государства». После образования Общенационального конгресса чеченского народа (ОКЧН) в ноябре 1990 года стал заместителем Председателя исполкома ОКЧН (председателем был избран Джохар Дудаев).
В 1991—1993 годах был депутатом парламента ЧРИ первого созыва, возглавлял Комитет по СМИ и свободе слова. Выступал как последовательный и жёсткий сторонник независимости Чечни от Российской Федерации.
В 1992 году возглавил делегацию парламента Ичкерии на переговорах с делегацией Верховного совета РСФСР. В 1992 году совершил первый хадж в Мекку.
В апреле 1993 года поддержал решения президента Джохара Дудаева о роспуске парламента, конституционного суда ЧРИ и Грозненского городского собрания.
17 апреля 1993 года указом Дудаева назначен вице-президентом Ичкерии, занимался в основном идеологическими вопросами. В должности вице-президента посещал Литву и Грузию.
1 октября 1993 года на него было совершено покушение — когда Яндарбиев выходил из машины возле своего дома, неизвестные выпустили в него две гранаты из подствольного гранатомёта, но никто при этом не пострадал.
Во время Первой чеченской войны принимал участие в боевых действиях на стороне сепаратистов, в середине января 1995 года руководил обороной центральной части Грозного.
22 апреля 1996 года, будучи вице-президентом ЧРИ, в связи с гибелью Джохара Дудаева стал исполняющим обязанности президента и верховным главнокомандующим вооружёнными силами республики.
28 мая 1996 года возглавлял чеченскую делегацию на переговорах в Москве (российскую сторону возглавлял Борис Ельцин). В результате переговоров было подписано соглашение «О прекращении боевых действий в Чечне с 1 июня» (вскоре соглашение было нарушено обеими сторонами).
В начале августа 1996 года под политическим руководством Яндарбиева боевики осуществили штурм Грозного. 16 августа 1996 года Яндарбиев и секретарь Совета безопасности РФ генерал Александр Лебедь объявили о создании наблюдательной комиссии для контроля за выполнением условий прекращения огня.
3 октября 1996 года возглавлял чеченскую делегацию на очередных переговорах в Москве (российскую делегацию возглавлял Виктор Черномырдин).
После избрания в 1997 году президентом ЧРИ Аслана Масхадова примкнул к национал-радикальному крылу оппозиции, которое возглавлял Салман Радуев. Позже поддерживал оппозиционный Совет командующих, созданный Шамилем Басаевым и его сторонниками. Критиковал Масхадова за мягкость в отношениях с Россией.
В октябре 1999 года был назначен Масхадовым его личным посланником и полномочным представителем Ичкерии в мусульманских странах.
В январе 2000 года был дополнительно назначен представителем ЧРИ в Афганистане. Сумел договориться с лидерами движения Талибан об официальном признании Афганистаном суверенитета ЧРИ.
По собственному утверждению (на 2001 год) был в Афганистане «всего два раза», «в общей сложности 10 дней»: 1-й раз в ноябре 1999 года, во второй — прибыл в Афганистан в январе 2000 года, «Тогда мы с талибами подписали договор о взаимном признании, открыли посольство в Кабуле и консульство в Кандагаре… На всех документах моя подпись и подпись афганского министра иностранных дел Ахмада Мутаваккиля. С бен Ладеном я не встречался, он не мог меня принять, так как я торопился в Иран и Пакистан. Я встречался с остальным руководством Афганистана, дважды с муллой Омаром».
Некоторое время жил в Объединённых Арабских Эмиратах, но большую часть времени ездил по разным странам Ближнего Востока, пытаясь найти политическую поддержку для сепаратистов: «Я занимаюсь политикой… как бывший президент и представитель моджахедов».
9 октября 2001 года объявлен в международный розыск по линии Интерпола наряду с другими сепаратистами и криминальными деятелями: Масхадовым, Закаевым, Нухаевым.
31 октября 2002 года против Яндарбиева было возбуждено уголовное дело по статьям: участие в вооружённом мятеже, участие в незаконном вооружённом формировании и покушение на жизнь сотрудников правоохранительных органов.
11 ноября 2002 года подал в отставку со всех официальных должностей в связи с несогласием со внешнеполитическим курсом ЧРИ (в частности, с осуждением захвата заложников в Москве 23-26 октября, которое высказал Масхадов). Указывали на его возможную причастность к теракту на Дубровке. С 2003 года постоянно проживал в Катаре, где был объявлен личным гостем эмира, катарские власти предоставили ему статус «беженца без права политической деятельности».
В июне 2003 года комитет Совета безопасности ООН по санкциям в отношении талибов, организации «Аль-Каида» включил Яндарбиева в список лиц, подлежащих санкциям. Стал первым лидером чеченских боевиков, который по требованию России был включён в данный список. Данное решение обязывало всех участников ООН незамедлительно блокировать его счета и другие имущественные средства, не допускать въезда на свою территорию или транзита через неё и исключить оказание ему какой-либо материальной помощи или поддержки. Представитель МИД РФ отметил: «Мы рассматриваем этот шаг как реальный вклад в укрепление широкой международной солидарности в борьбе с террористической угрозой… Международное сообщество официально подтвердило прямую связь одного из главарей чеченских террористов с авангардом международного терроризма».

## Гибель и расследование
13 февраля 2004 года погиб в Катаре в результате подрыва его автомобиля, когда возвращался домой после пятничной молитвы в центральной мечети Дохи. Взрывное устройство было заложено под днище внедорожника. В момент взрыва вместе с Яндарбиевым в салоне автомобиля находились его 13-летний сын Дауд (получил тяжёлые ожоги) и два охранника, которые погибли.
По обвинению в организации этой акции были арестованы и приговорены к пожизненному тюремному заключению два сотрудника российского посольства — Анатолий Владимирович Белашков (варианты фамилии — Билашков, Яблочков) и Василий Анатольевич Богачёв (варианты фамилии — Бочков, Покчов, Пугачёв). Глава МИД РФ Игорь Иванов заявил, что задержанные российские граждане, находившиеся в командировке в посольстве России в Катаре, являются сотрудниками спецслужб и выполняли задачи информационно-аналитического характера, связанные с противодействием международному терроризму.
По сообщению The Washington Post, выйти на их след удалось благодаря свидетелям, заметившим возле мечети автофургон. Полиция нашла службу проката автомобилей в аэропорту Дохи, где был арендован этот автофургон, а видеокамеры зафиксировали облик клиентов. Был также проведён мониторинг телефонных разговоров подозреваемых по сотовым телефонам, зарегистрированным на имена двух европейцев. Оба 35-летних россиянина не имели дипломатического иммунитета. Их арестовали на вилле, снятой российским дипломатом, но не имеющей дипломатического статуса, через несколько дней после взрыва. Третьего подозреваемого, первого секретаря посольства России в Дохе Александра Фетисова, спас его официальный статус в посольстве. Позднее он был объявлен персоной нон грата и покинул Катар. За месяц до теракта подозреваемых отправили в Катар как временных сотрудников посольства. В ходе следствия подозреваемые признали себя сотрудниками спецслужб и сообщили, что взрывное устройство, которое они подложили под внедорожник модели Toyota Land Cruiser Яндарбиева, было нелегально переправлено на дипломатической машине в Катар из Саудовской Аравии, куда его прислали из Москвы в мешке с дипломатической почтой. Согласно «Независимому военному обозрению», информацией, способствовавшей аресту россиян, катарскую госбезопасность снабдили американские спецслужбы. По предположению эксперта ветерана внешней контрразведки полковника в отставке Станислава Лекарева, благодаря этому свидетельская база к моменту их ареста была собрана настолько доказательная, что отпираться им было бессмысленно. На суде обвиняемые заявили, что въехали в страну под видом инженеров, доставивших в российское посольство оборудование для обеспечения безопасности. Отмечалось, что российские спецслужбы рассчитывали на невмешательство американских коллег в связи с их совместным сотрудничеством по борьбе с международным терроризмом, однако эти надежды не оправдались.
26 февраля 2004 года, в тот же день, когда власти Катара арестовали сотрудников российских спецслужб, в Москве в аэропорту «Шереметьево-2» были задержаны летевшие из Белоруссии в Белград на отборочный предолимпийский турнир по греко-римской борьбе граждане Катара борец Ибад Ахмедов, его тренер Александр Дубовский (известный в Катаре под именем Ибрагим Ахмед) и член совета Национальной федерации борьбы Катара Насер Ибрагим Мидахи. Предлогом послужил провоз незадекларированной валюты в размере 7,2 тыс. долларов США. При этом сотрудники ФСБ заявили, что задержанные по описанию похожи на террористов, взорвавших 6 февраля 2004 года поезд метро в Москве. Дубовский был отпущен практически сразу. Освобождение катарских борцов произошло 23 марта, через несколько часов после телефонного разговора президента РФ Владимира Путина с эмиром Катара шейхом Хамадом бен Халифой аль-Тани, состоявшегося в ночь с 22 на 23 марта 2004 года. Считается, что именно тогда стороны впервые обсудили дальнейшую судьбу арестованных сотрудников российских спецслужб и первого секретаря посольства Александра Фетисова. В начале марта в Париже министр обороны РФ Сергей Иванов заявил: «Государство использует все имеющиеся в его распоряжении средства для освобождения российских граждан, незаконно арестованных в Катаре».
В июне 2004 года оба сотрудника российских спецслужб за убийство Яндарбиева были приговорены судом в Катаре к пожизненному заключению. Спустя месяц секретарь российского Совбеза Игорь Иванов добился аудиенции у монарха Катара, эмира Хамада бин Халифа аль-Тани. Собеседниками была достигнута договорённость о том, что осуждённые россияне вскоре будут вывезены на родину, где их судьбу решит российский суд. По неофициальным данным, Катару была выплачена многомиллионная компенсация за освобождение россиян. Апелляцию адвокатов осуждённых, пытавшихся обжаловать вердикт, суд Катара отклонил.
В декабре 2004 года МИД России удалось добиться экстрадиции осуждённых Анатолия Яблочкова и Василия Пугачёва в Россию в рамках соглашения о передаче осуждённых для отбывания наказания в России; 23 декабря 2004 года они прибыли в Россию и были встречены в правительственном аэропорту «Внуково» с воинскими почестями. Их дальнейшая судьба неизвестна; по словам руководителя Федеральной службы исполнения наказаний Ю. Калинина в феврале 2005 года, он не располагает данными об их местонахождении.
Согласно АиФ, в конце 2006 года бывший сотрудник одной из российских спецслужб генерал-майор в отставке Анатолий Гушер высказал сожаление о том, что операция по ликвидации Яндарбиева привлекла к себе повышенное внимание.
В 2011 году «Коммерсантъ» отмечал, что «защитой двух сотрудников российских спецслужб в Катаре» занималось российское адвокатское бюро «Егоров, Пугинский, Афанасьев и партнёры» (EPA&P). Павел Кудюкин отмечал настойчивость, «которая была проявлена в переговорах с Катаром по возвращению в Россию „ликвидаторов“ Зелимхана Яндарбиева». «Независимая газета» (2011.09.09) отмечала ликвидаторов, как «агентов ГРУ». Согласно Первому каналу, в день убийства руководитель пресс-службы Службы внешней разведки РФ Борис Лабусов заявил, что его ведомство к происшедшему не причастно. Причиной убийства, по его мнению, могла быть кровная месть, раскол в среде сепаратистов и финансовые разногласия.
По мнению Станислава Лекарева, решение на проведение операции должно было исходить от Путина.
Существовали также другие версии убийства Яндарбиева: кровная месть или конфликты между самими сепаратистами из-за контроля над финансовыми потоками. Обе версии были выдвинуты в день убийства, но в ходе суда в Катаре подтверждения не получили.

## Книги
- Зайналбек Сусуев. Чечено-российские отношения и идея чеченской государственности. Политический очерк. — Litres, 2022-05-15. — 721 с. — ISBN 978-5-04-105686-5.

Книги Яндарбиева:
- ↑ Зелимхан Яндарбиев. «Чечения — битва за свободу». Дата обращения: 6 января 2007. Архивировано из оригинала 9 мая 2003 года.
- ↑ Зелимхан Яндарбиев. «Джихад и проблемы современного мира» (zip). Дата обращения: 6 января 2007. Архивировано из оригинала 24 октября 2007 года.

### Интервью и заявления
- «Исламский фундаментализм безопасен» Архивная копия от 5 декабря 2008 на Wayback Machine (интервью газете «Время новостей», 17 декабря 2001)
- «Россия навязала нам только путь войны» Архивная копия от 12 марта 2007 на Wayback Machine (интервью изданию «ЧеченПресс», 16 января 2004)

### Литературные произведения
- Подборка стихотворений (язык оригинала)
- Подборка стихотворений (подстрочные переводы) Архивная копия от 4 марта 2016 на Wayback Machine